# Cyphostemma muhuluense
Cyphostemma muhuluense là một loài thực vật hai lá mầm trong họ Nho. Loài này được (Mildbr.) Desc. miêu tả khoa học đầu tiên năm 1967.